# Volksgarten Osterfeld

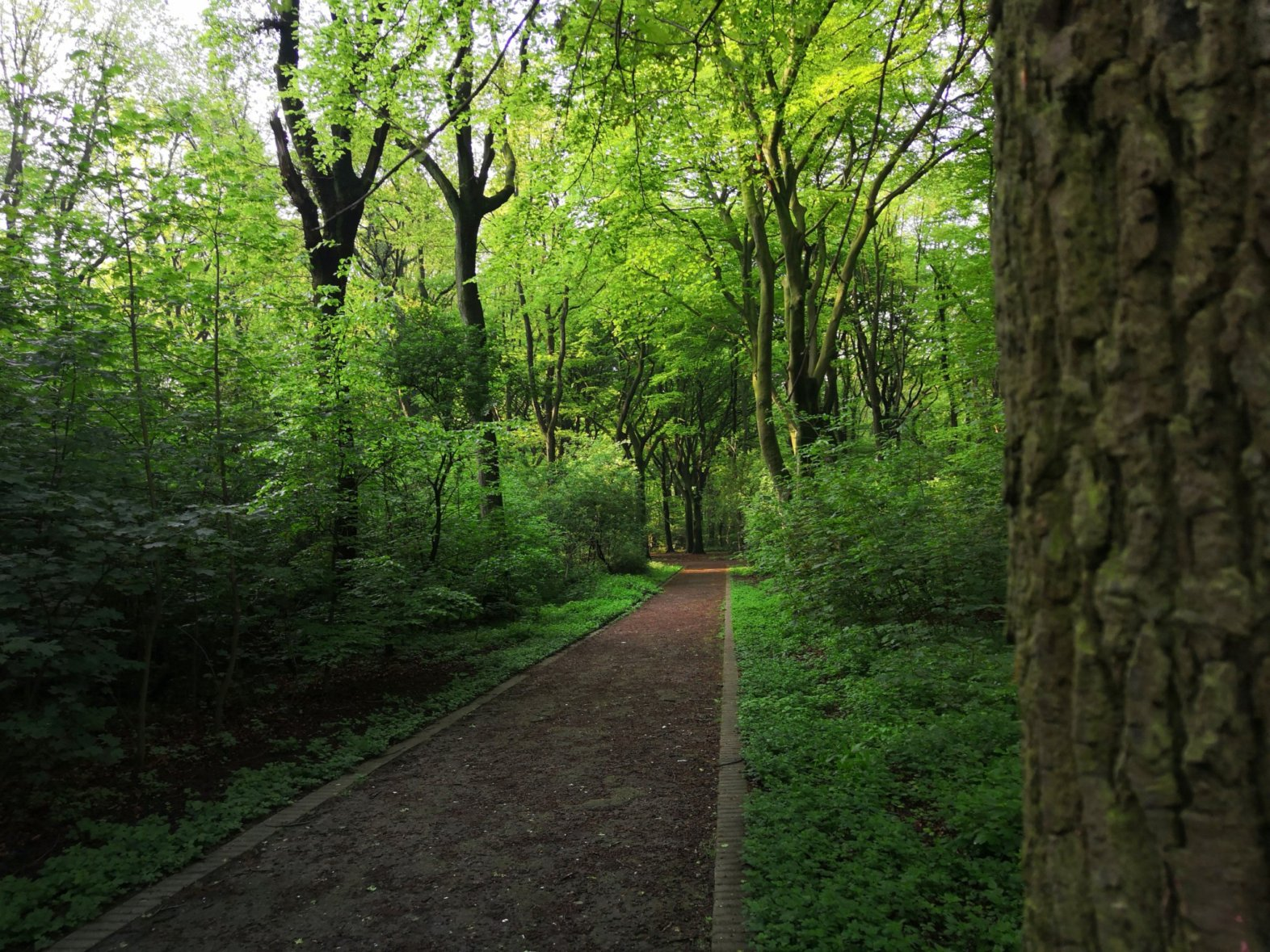

Der Volksgarten Osterfeld in Oberhausen wird durch die Teutoburger-, Kapellen- und Mergelstraße begrenzt. Er hat eine Größe von 16 Hektar und gehört zum Stadtbezirk Osterfeld. Etwa die Hälfte der Fläche besteht aus Eichen- und Mischwald, dazu kommt ein Park mit Rasenflächen, gärtnerisch gestalteten Flächen und Spielpunkten.
Der am Park liegende Friesenhügel ist eine städtische Sportanlage mit einem Sportplatz und einer Mehrzweckhalle. Diese dient dem Turnerbund Osterfeld als Trainingsfläche. An der Kapellenstraße befindet sich ein Tennisverein mit drei Außenplätzen.
Bei der Realisierung des Volksgartens um 1908 in unmittelbarer Nähe zur Zeche Jacobi sowie der Zeche Osterfeld wurde ein Ausflugslokal berücksichtigt, welches nach jahrelangem Leerstand, Vandalismus und einigen Bränden abgerissen wurde.

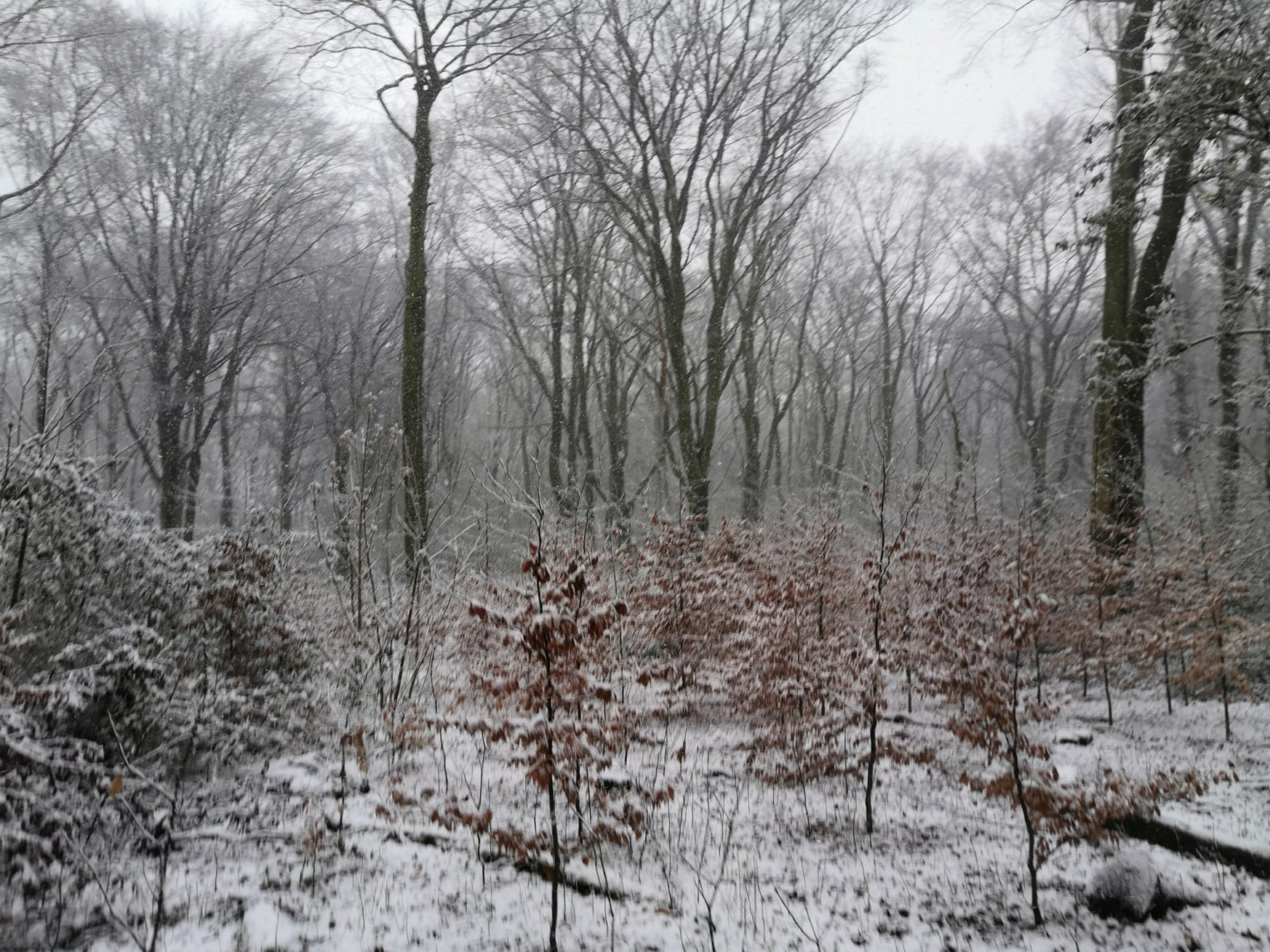